# Алчевский, Иван Алексеевич

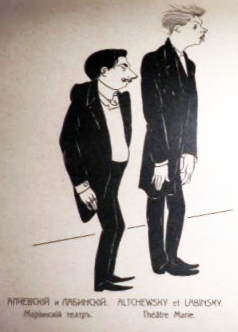
И. А. Алчевский и А. М. Лабинский,
шарж работы Поля Робера, 1903

Ива́н Алексе́евич Алче́вский (за границей выступал под именем Jean Altchevsky; Alčevskij; Altschewsky; 15 [27] декабря 1876, Харьков — 26 апреля [9 мая] 1917, Баку) — русский оперный певец (лирико-драматический тенор).

## Биография
Учился пению под руководством старшего брата Григория. В период учёбы в гимназии участвовал в концертах и музыкально-драматических вечерах. В 1901 году окончил естественный факультет Харьковского университета.
С 1901 года, дебютировав (при содействии Ю. Абазы) в партии Индийского гостя, пел в Мариинском театре, выступив в 1901—1905 годах более чем в 20 партиях. В этот период совершенствовал своё вокальное и сценическое мастерство у О. О. Палечека и А. В. Панаевой-Карцовой, в летние месяцы — у Ж. Решке и Ф. Литвин в Париже.
В 1905—1907 годах выступал за рубежом в операх Ш. Гуно («Ромео и Джульетта», «Фауст»), Дж. Мейербера («Гугеноты», «Динора»), Р. Вагнера («Лоэнгрин»), К. В. Глюка («Армида», «Альцеста»), П. И. Чайковского («Евгений Онегин»), Ж. Массне («Наваррка»):
- 1905—1906 — в «Ла Монне» (Брюссель), вместе с Ф. Литвин;
- 1906 — в «Ковент-Гардене» (Лондон);
- 1906 — в «Манхэттен-опера» (Нью-Йорк); в концертах под управлением В. И. Сафонова исполнял также произведения русских композиторов;
- 1907 — в Бостоне.

В 1907—1908 годы — солист Оперы С. Зимина (Москва). С марта 1908 года выступал в Большом театре и частных антрепризах, в мае пел в «Борисе Годунове» М. П. Мусоргского в «Гранд-Опера» (Париж, по приглашению С. П. Дягилева). В 1908—1910 и 1912—1914 — солист «Гранд-Опера» (в 1910 в «Самсоне и Далиле» произвёл глубокое впечатление на К. Сен-Санса, присутствовавшего на спектакле).
В 1909 организовал и по 1912 года возглавлял в Москве кружок «Кобзарь», в котором исполнялись произведения украинских композиторов; выступал здесь с докладом о современной украинской музыке. Совместно с И. Г. Гуляевым и И. В. Бондаренко организовал в Харькове украинские концерты.
Гастролировал в Монте-Карло (1909), Алжире (1912), Марселе (1914). В 1914 году участвовал в «Русских сезонах» С. П. Дягилева в Париже и в Лондоне, где в «Борисе Годунове» и «Псковитянке» пел в ансамбле с Ф. И. Шаляпиным.
В 1910—1912 и 1915—1917 годы — солист Большого и Мариинского театров. В 1914 году выступал в Одессе и Харькове, в сезоне 1914/15 — на сцене петербургского Народного дома.
В 1917 выступал в Харькове, затем в Тифлисе и Баку. Скончался от менингита 10 мая 1917 года.
Похоронен в Харькове.

### Семья
Отец — Алексей Кириллович Алчевский (1835—1901), предприниматель, меценат, создатель первого в России акционерного ипотечного банка и финансово-промышленной группы.
Мать — Христина Даниловна Алчевская (урождённая Журавлёва; 1841—1920), педагог, просветитель.
Братья:
- Дмитрий (1866—1920) — предприниматель,
- Григорий (1866—1920) — композитор,
- Николай (1872—1942) — театральный критик.

Сёстры:
- Анна (1868—1931) — жена академика А. Н. Бекетова,
- Христина (1882—1931) — поэтесса, переводчик и педагог.

## Творчество
Обладал абсолютным слухом и замечательной музыкальной памятью. Его голос мягкого тембра имел обширный диапазон (в нижнем регистре был близок к баритоновому звучанию, что позволило певцу осенью 1914 исполнить баритоновую партию Демона, а в верхнем, свободно достигавшем ре2 — ми-бемоль2, отличался гибкостью и свободой), благодаря чему И. А. Алчевский преодолевал тесситурные трудности, а также исполнял сложные пассажи с лёгкостью колоратурного сопрано. Его исполнению были присущи богатство тембровых красок и тонкая музыкальная фразировка.
Партнёрами И. А. Алчевского на сцене были Л. Н. Балановская, А. Ю. Больска, А. Бончи, А. И. Добровольская, М. И. Долина, Н. С. Ермоленко-Южина, Н. И. Забела-Врубель, В. И. Касторский, А. Г. Козаковская, В. И. Куза, М. А. Михайлова, Ю. Н. Носилова, В. Р. Петров, Г. С. Пирогов, К. Т. Серебряков, Е. В. Слатина, А. В. Смирнов, К. А. Тугаринова, Н. А. Фриде, Ф. И. Шаляпин, М. И. Закревская, М. А. Де-Рибас, П. И. Цесевич, Э. Карузо, Л.Тетраццини, М.Баттистини. Выступал также с вокальным квартетом под управлением М. М. Чупрынникова. С 1916 готовил камерные программы с М. А. Бихтером. Пел под управлением А. П. Асланова, Ф. М. Блуменфельда, А. И. Зилоти, Ф. Казадезюса, Э. А. Крушевского, Э. А. Купера, С. А. Кусевицкого, Э. Ф. Направника, А. Никиша, В. И. Сука, Н. Фёдорова, П. П. Шенка.
И. А. Алчевский осуществил в Одессе постановку «Пиковой дамы» П. Чайковского (1916), выступал в качестве симфонического дирижёра, пианиста (иногда в концертах аккомпанировал сам себе). Был почитателем творчества А. Н. Скрябина и С. С. Прокофьева.
Обширный репертуар И. А. Алчевского включал 55 героических, драматических, лирических и хара́ктерных оперных партий (в том числе 19 — в операх русских композиторов), а также сольные партии в симфонических произведениях («Колокола» С. В. Рахманинова, «Осуждение Фауста» Г. Берлиоза), романсы (М. И. Глинки, А. П. Бородина, Н. А. Римского-Корсакова, С. В. Рахманинова, Н. В. Лысенко, Я. С. Степового, Г. А. Алчевского, А. Б. Гольденвейзера, С. С. Прокофьева, М. Ф. Гнесина, Дж. Энеску, К. Дебюсси, М. Равеля, К. Сен-Санса), русские и украинские народные песни.

### Избранные оперные партии
- Богдан Собинин («Жизнь за царя» М. И. Глинки)[10]
- Баян («Руслан и Людмила» М. И. Глинки)
- Андрей («Запорожец за Дунаем» С. С. Гулак-Артемовского)
- Дон Жуан («Каменный гость» А. С. Даргомыжского) — первый исполнитель в Мариинском театре (1917, ред. и инструментовка Н. А. Римского-Корсакова, дирижёр Н. А. Малько)[3][11]
- Князь Синодал («Демон» А. Г. Рубинштейна)
- Фераморс (одноимённая опера А. Г. Рубинштейна)
- Руальд («Рогнеда» А. Н. Серова)
- Князь Василий Шуйский («Борис Годунов» М. П. Мусоргского) — первый исполнитель в Париже (1908, «Гранд-Опера», ред. и инструментовка Н. А. Римского-Корсакова)[3]
- Ленский («Евгений Онегин» П. И. Чайковского) — первый исполнитель в «Ковент-Гардене» (1906, на итальянском языке, в ансамбле с М. Баттистини)[3]
- Герман (Пиковая дама П. И. Чайковского)
- Карл VII («Сарацин» Ц. А. Кюи)
- Звездочёт («Золотой петушок» Н. А. Римского-Корсакова) — первый исполнитель в «Ковент-Гардене» (1914, на итальянском языке) и в Париже (1914, дирижёр Пьер Монтё)[3]; в опере-балете «Золотой петушок»
- Садко (одноимённая опера Н. А. Римского-Корсакова)
- Тразея Пет («Сервилия» Н. А. Римского-Корсакова)
- Михайло Туча («Псковитянка» Н. А. Римского-Корсакова)
- Петро («Наталка Полтавка» Н. В. Лысенко)
- Жан-Мари («Последнее свидание» П. П. Шенка) — первый исполнитель (1904)[3]
- Адмет («Альцеста» К. В. Глюка)
- Ринальдо («Армида» К. В. Глюка)
- Макс («Вольный стрелок» К. М. Вебера)
- Элеазар («Жидовка» Ж. Ф. Галеви)
- Рауль де Нанжи («Гугеноты» Дж. Мейербера)
- Иоанн Лейденский («Пророк» Дж. Мейербера)
- Корентин («Динора» Дж. Мейербера)
- Рамон («Наваррка» Ж. Массне)
- Хозе («Кармен» Ж. Бизе)
- Самсон («Самсон и Далила» К. Сен-Санса)
- Фауст («Мефистофель» А. Бойто)
- Радамес («Аида» Дж. Верди)
- Герцог («Риголетто» Дж. Верди)
- Альфред («Травиата» Дж. Верди)
- Джеральд («Лакме» Л. Делиба) — первый исполнитель в Мариинском театре (1903)[3]
- Зигфрид («Гибель богов» Р. Вагнера) — первый исполнитель в Большом театре (1911)[3]
- Тангейзер (одноимённая опера Р. Вагнера)
- Лоэнгрин (одноимённая опера Р. Вагнера)
- Канио («Паяцы» Р. Леонкавалло)
- Кобзарь («Кобзарь»/«Le Cobzar» Габриэллы Феррари[фр.]) — первый исполнитель (16.2.1909, Монте-Карло; дирижёр Léon Jehin[фр.])[3][12]
- Лазаро («Шемо»/«Scemo» А.Башле) — первый исполнитель (май 1914, «Гранд-Опера», дирижёр Андре Мессаже)[3]

### Дискография
Записал 8 арий на грампластинки в Петербурге («Граммофон / G & T», 1903; «Зонофон», 1903; «Амур»; HMV). Одна из них (ария Лоэнгрина «В далёкой стране» из 3-го акта одноимённой оперы Р. Вагнера) воспроизведена на CD «Russian Singers — Vol. 1» (No. 50011) серии Kleines Historisches Sänger-Lexikon, выпущенной обществом Hamburger Archiv für Gesangskunst.

## Отзывы
Дон Жуан Даргомыжского был у Алчевского исключительным художественным созданием. Темперамент артиста делал все исполнение весьма красочным и увлекательным. В Дон Жуане Алчевский показывал с самой лучшей стороны свой талант музыкального декламатора, свою способность глубоко вникать в стиль исполняемого.— Э. Старк (цит. по:)

## В музыке
И. А. Алчевскому посвящены два романса М. Ф. Гнесина («В последний час», «Когда огонь любви», 1917), песня Дж. Энеску.